# Костёл Непорочного Зачатия Пресвятой Девы Марии (Вильнюс)
Костёл Непоро́чного Зача́тия Пресвято́й Де́вы Мари́и (лит. Švenčiausiosios Mergelės Marijos Nekaltojo Prasidėjimo bažnyčia; пол. Kościół Niepokalanego Poczęcia Najświętszej Panny Marii) — приходской римско-католический костёл в Вильнюсе, расположенный в районе Жверинас (Зверинец; Žvėrynas) на улице Селю 17 (Sėlių g. 17). Службы на литовском и польском языках.
Единственный храм в Вильнюсе в неороманском стиле. Костёл в 1992 году внесён в Регистр культурных ценностей Литовской Республики (код 2659).

## История

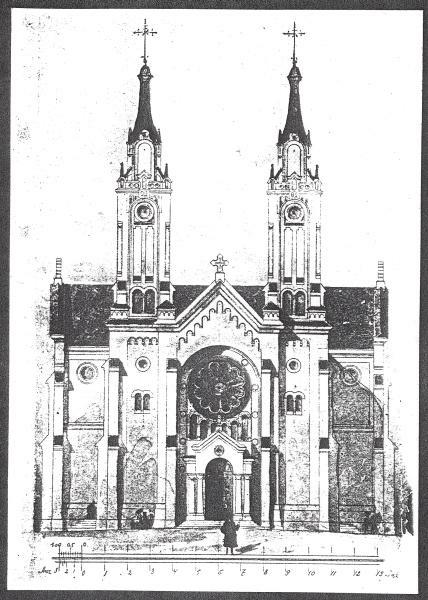
Проект костёла

Проект архитектора и инженера Вацлава Михневича был подготовлен в 1907 году и в 1909 году утверждён. Строительство, начатое стараниями настоятеля костёла Святого Рафаила Адамовича в 1911 году, было прервано Первой мировой войной (к 1914 году были возведены стены). После войны строительство возобновилось, однако проект во всей полноте остался не реализованным и костёл стоит без предполагавшихся башен.
В 1922 году (по другим сведениям в 1923 году) епископом Юргисом Матулайтисом был образован новый самостоятельный приход, отделённый от прихода Святого Рафаила. Под руководством первого приходского священника Аницета Буткевича к 1925 году были закончены своды, стены внутри оштукатурены и побелены. В 1925 году были начаты службы, первоначально до 1940 года только на польском языке.
Костёл, в 1956 году заново освящённый епископом Юлийонасом Стяпонавичюсом, был отремонтирован в 1958 году. В 1994 году кадинал Аудрис Юозас Бачкис поручил приход заботами монахов конгрегации Непорочного Зачатия Пресвятой Девы Марии (мариан). В конце XX века была приведена в порядок прилегающая территория. В 2015 году мариане закрыли свой монастырь в Вильнюсе; забота о приходе перешла к епархии.

## Современное состояние
В настоящее время в костёле с 2015 года служит натоятелем священник Витаутас Рапалис.
Службы на литовском и польском языках. Храм открыт в будние дни с 7:00 (по субботам с 8:00) до 19:30 (в августе с 16:00 до 19:30), по воскресеньям с 7:00 до 17:45 (в августе до 14:30) и с 17:00 до 19:30.

## Архитектура

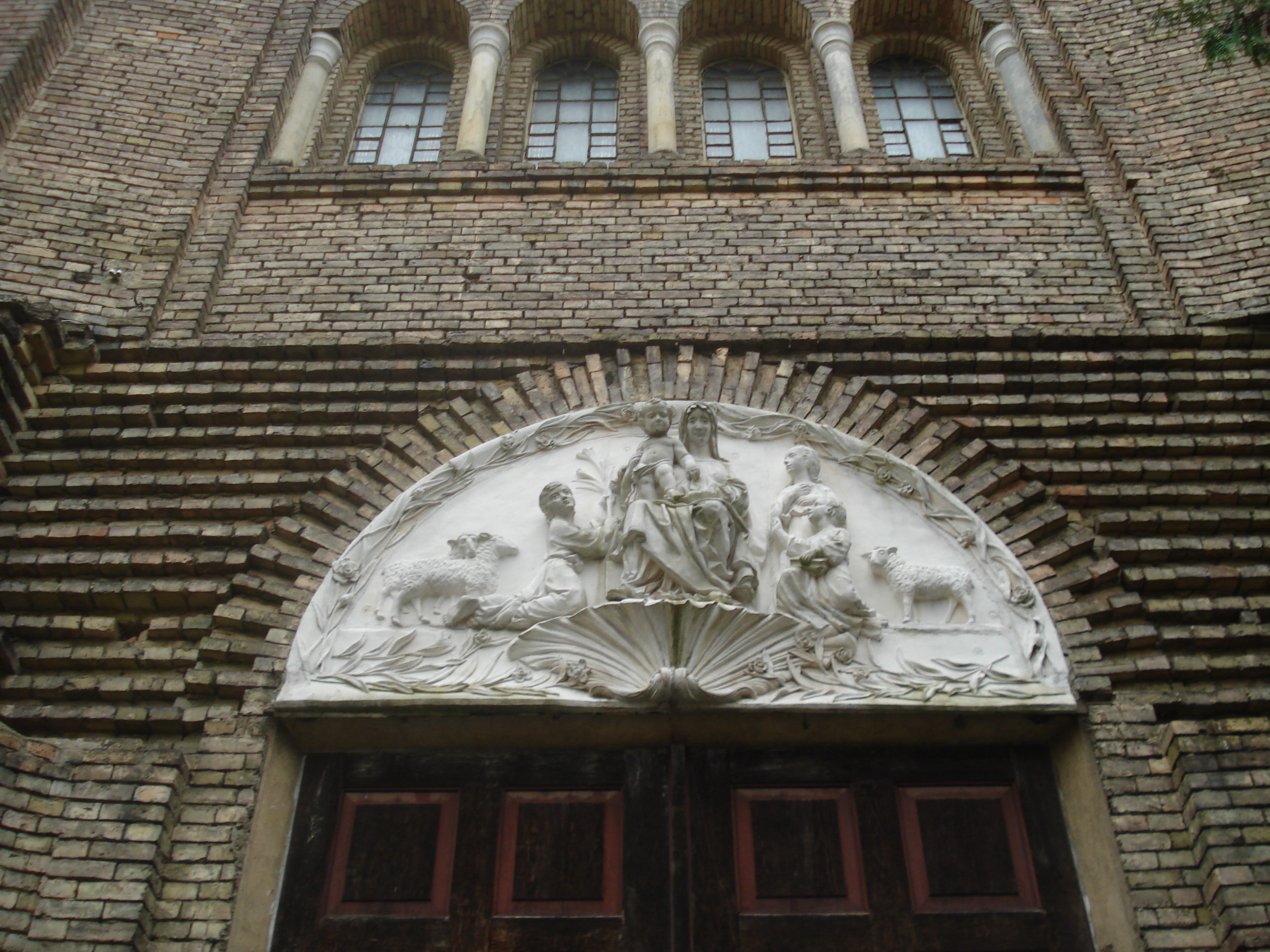
Деталь портала

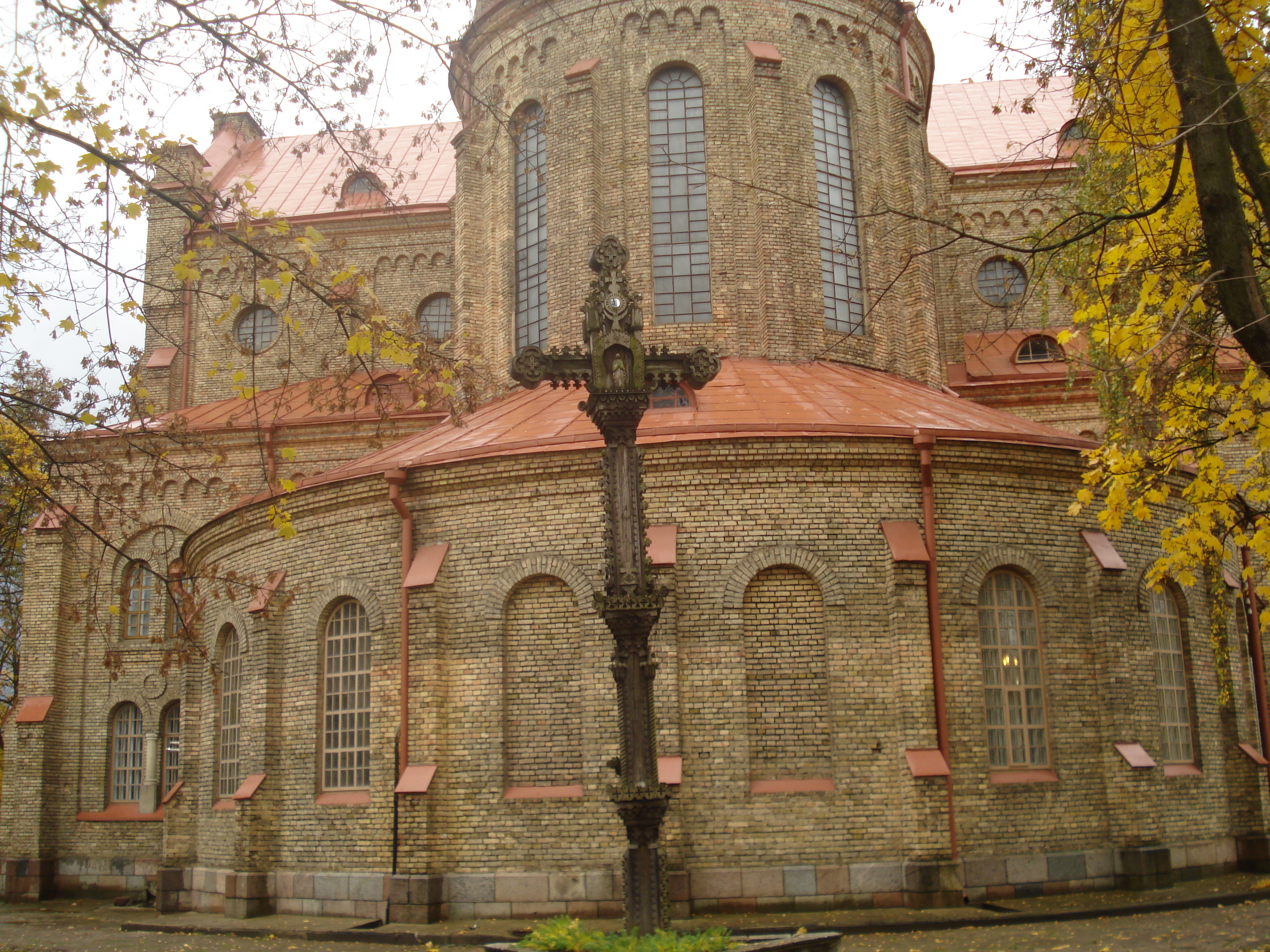
Апсида

Внушительных размеров здание из жёлтого кирпича в неороманском стиле. Здание в плане формой римского креста, длиной 50 м, шириной 32 м, высотой — 23 м.
Главный фасад с треугольным завершением возвышается над четырёхскатными крышами квадратных в плане башен по бокам. Фасад декорирован большой розеткой над отделанным колоннами четырёхчастным окном. По обеим сторонам портала в нишах установлены статуи Девы Марии и Распятия.
С противоположной стороны храма полукруглая апсида.

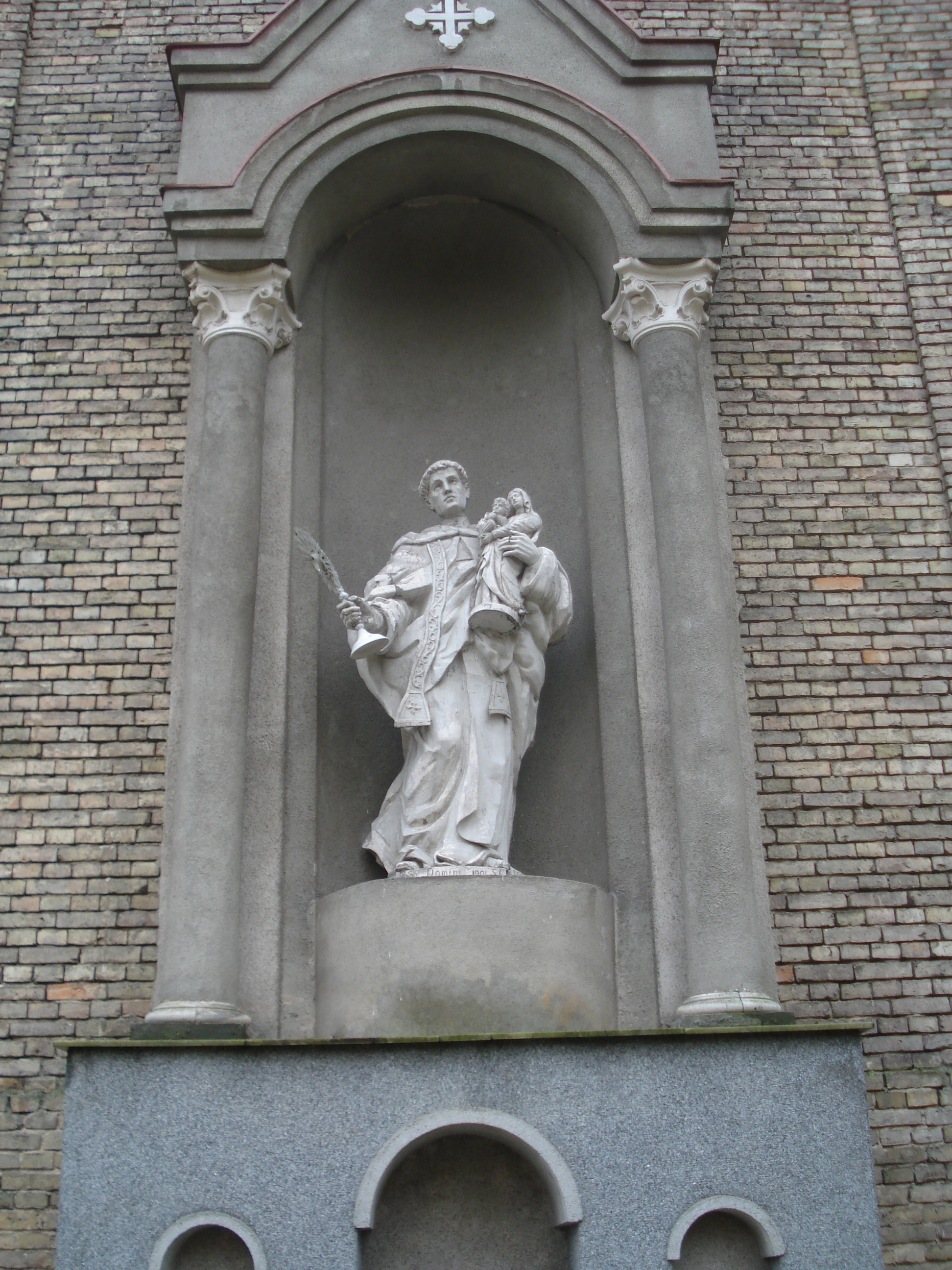
Статуя Святого Гиацинта

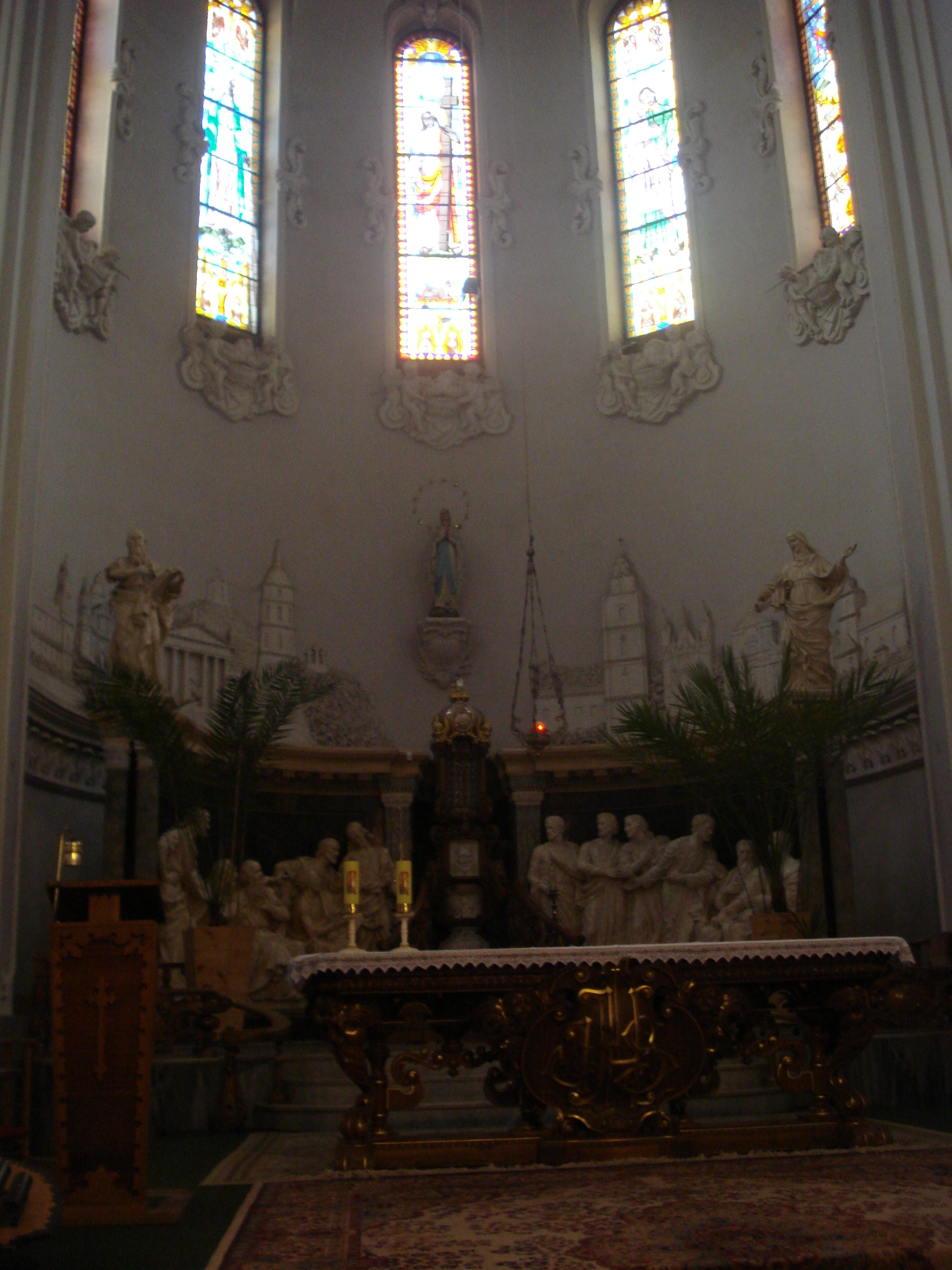
Алтарь

Трёхнефный основной корпус пересекает широкий трансепт. Ниши со статуями украшают трансепт и боковой фасад. В одной из ниш установлена копия скульптуры Святого Гиацинта работы скульптура Болеслава Балзукевича.
Внутренний объём образуют три нефа, отделённых рядами пилонов. В главном алтаре располагается многофигурная скульптурная композиция по мотивам «Тайной вечери» Леонардо да Винчи. Над нею размещаются мраморные барельефы вильнюсских костёлов и скульптуры. В алтарях трансепта помещаются копии образов Девы Марии Остробрамской и Ченстоховской. В окнах витражи.